# كاميرون كينغ
كاميرون كينغ (بالإنجليزية: Cameron King)‏ (10 سبتمبر 1995 في المملكة المتحدة - ) هو مدرب كرة قدم ولاعب كرة قدم بريطاني في مركز الوسط. شارك مع منتخب اسكتلندا تحت 21 سنة لكرة القدم. أما مع النوادي، فقد لعب مع نورويتش سيتي.

## وصلات خارجية
- كاميرون كينغ على موقع قاعدة بيانات كرة القدم.إي يو (الإنجليزية)
- كاميرون كينغ على موقع Soccerbase.com (لاعب) (الإنجليزية)